# 5월 26일
5월 26일은 그레고리력으로 146번째(윤년일 경우 147번째) 날에 해당한다.

## 사건
- 752년 - 일본 동대사(東大寺) 대불(大佛)이 완성된 직후 열린 점안식에 신라 왕자 한아찬(韓阿湌) 김태렴(金泰廉) 등 사신단이 배를 타고 와서 참석하였다는 기록이 일본에 전해진다(《속일본기》 천평승보 4년(752년) 4월 9일). 단, 이 기록은 일본에만 전하며, 신라에는 전하지 않는다.
- 1293년 - 일본 가마쿠라에 지진이 발생해 2만3천여 명이 사망하였다.
- 1828년 - 바이에른 왕국 뉘른베르크의 거리에 정체불명의 소년 카스파르 하우저가 나타나다.
- 1853년 - 미국의 페리 제독이 류큐 왕국의 나하 앞바다에 정박했다.
- 1895년 - 조선의 지방제도에서 8도를 폐지(칙령 제97호)하고 23부로 개편하는 칙령(칙령 제98호)이 반포되다.
- 1896년 - 미국의 언론인 찰스 다우가 최초로 다우 존스 산업평균지수를 발표하다.
- 1905년 - 대한제국, 마산선 삼랑진 - 마산포 간 철도가 개통되어 직통 열차가 운행을 개시하다.
- 1927년 - 미국, 포드 자동차 회사의 포드 모델 T의 생산이 종료되다.
- 1940년 - 제2차 세계 대전: 됭케르크에서 독일군으로부터 연합군을 철수시키는 대규모 작전이 시작되다.
- 1952년
  - 부산 정치 파동: 대한민국 국회에 등정하던 국회의원 40여 명이 탄 통근버스를 기중기로 끌어 헌병대에 연행한다.
  - 독일 조약(본 협정) 서명(서독, 영국, 프랑스, 미국) - 이 조약으로 서독은 피점령 지위에서 탈피. 일정한 조건 하에 서독의 주권 회복 허용. 서독이 주권국가로 EDC 조약 체결을 허용하기 위해 취해진 협정이나 EDC 좌절로 실효되지 못하다.
  - 동독이 내독국경 폐쇄
- 1972년 - 미국의 리처드 닉슨 대통령과 소련의 레오니트 브레즈네프 서기장이 탄도탄 요격미사일 조약을 체결하다. 이 조약은 후에 SALT-1으로 발전한다.
- 1991년 - 즈비아드 감사후르디아가 조지아의 대통령으로 선출되어 소련의 영토에서 민주적으로 선출된 최초의 대통령이 되다.
- 1997년 - 대한민국, 당일 오후 8시부터 전남대학교 동아리회관 지하실과 2층에서 전남대 및 조선대 남총련 간부 15명이 용봉문학회에 가입한 타교 졸업생 이종권을 집단 구타하였다.
- 2004년 - 남북 관계: 제1차 남북 장성급 군사 회담이 금강산에서 열리다.
- 2005년 - 한·중·일 역사학자와 시민단체가 3국 공동의 역사 교과서를 출간하다.
- 2008년 - 중화인민공화국 동부와 남부에서 시작된 심한 홍수로 148명이 사망하고 130만 명이 대피하는 등 이재민이 발생하다.
- 2011년 - 보스니아 전쟁의 전범 라트코 믈라디치가 세르비아에서 체포되었다.
- 2014년 - 고양종합터미널 화재가 발생했다.
- 2018년 - 남북 관계: 문재인 대통령과 김정은 위원장이 판문점 통일각에서 남북정상회담을 열다.

## 문화
- 2001년 - 대한민국 최초의 한국 모터 챔피언십 자동차 경주 대회를 개최하다.
- 2006년 - 대한민국, 딕 아드보카트 감독이 이끄는 축구 국가대표팀이 보스니아 헤르체고비나와의 경기에서 2:0으로 이겼다.
- 2012년 - 유로비전 송 콘테스트에서 스웨덴의 가수 로린이 유포리어를 불러 우승을 차지하다.
- 2014년 - 대한민국의 다음-카카오톡 합병.
- 2015년 - 대한민국의 13인조 보이그룹 세븐틴(SEVENTEEN)이 데뷔했다. 데뷔곡은 '아낀다'이다.

## 탄생
- 1053년 - 키예프 대공국의 대공 블라디미르 2세 모노마흐. (~1125년)
- 1478년 - 제219대의 교황 교황 클레멘스 7세. (~1534년)
- 1822년 - 프랑스의 비평가 에드몽 드 공쿠르. (~1896년)
- 1856년 - 조선 말기의 군인. 일제 강점기의 조선귀족 조희연. (~1915년)
- 1874년 - 프랑스의 비행가, 항공기 디자이너 및 제조업자 앙리 파르망. (~1958년)
- 1877년 - 미국의 무용가 이사도라 덩컨. (~1927년)
- 1907년 - 미국의 영화 배우 존 웨인. (~1979년)
- 1909년
  - 대한민국의 축구 선수 김화집. (~2006년)
  - 영국 스코틀랜드의 전 축구 선수, 감독 맷 버즈비. (~1994년)
- 1912년 - 헝가리의 정치인 카다르 야노시. (~1989년)
- 1920년 - 미국의 가수 페기 리. (~2002년)
- 1924년 - 대한민국의 군인 출신 정치가 서종철. (~2010년)
- 1926년 - 미국의 재즈 음악가 마일스 데이비스. (~1991년)
- 1927년 - 캐나다의 심리학자 엔델 툴빙.
- 1928년 - 미국의 전직 의사, 병리학자, 교육자 잭 케보키언. (~2011년)
- 1936년 - 일본의 전 축구 선수 사에키 히로시.
- 1944년 - 대한민국의 야구 선수, 야구 감독 배성서. (~2025년)
- 1946년 - 대한민국의 교육자 홍지형.
- 1947년 - 튀니지의 배우 히쳄 로스텀. (~2022년)
- 1948년 - 캐나다의 배우 데일 헤이든. (~2024년)
- 1949년 - 미국의 컴퓨터 프로그래머 워드 커닝햄.
- 1950년 - 대한민국의 전직 복싱 선수 홍수환.
- 1951년
  - 미국의 물리학자, 우주비행사 샐리 라이드. (~2012년)
  - 시리아의 우주비행사 무함마드 파리스. (~2024년)
- 1956년 - 대한민국의 서양화가 김한영.
- 1957년 - 영국의 살인자 메리 벨.
- 1959년 - 대한민국의 정치인 박성민.
- 1961년 - 대한민국의 물리학자, 언어학자 스베르케르 요한손.
- 1963년 - 대한민국의 정치인, 전라북도의회 의원 김명지.
- 1964년
  - 러시아의 유도 선수 세르게이 코스미닌.
  - 미국의 싱어송라이터, 배우 레니 크래비츠.
- 1966년 - 영국의 영화배우 헬레나 본햄 카터.
- 1967년
  - 대한민국의 기술인, 시민사회운동가 유병호.
  - 대한민국의 방송인 허수경.
  - 대한민국의 가수 이정석.
- 1968년
  - 덴마크의 국왕 프레데리크 10세.
  - 대한민국의 배우 최진호.
- 1969년
  - 대한민국의 전 야구 선수, 야구 해설가 양준혁.
  - 대한민국의 축구 선수 신태용.
- 1970년
  - 영국의 영화감독 알렉스 가랜드.
  - 대한민국의 성우 남경표.
- 1971년 - 대한민국의 영화 감독 황동혁.
- 1972년 - 대한민국의 정치인 허은아.
- 1974년
  - 대한민국의 싱어송라이터 이규호.
  - 일본의 만화가 아마노 코즈에.
- 1975년
  - 대한민국의 배우 김태훈.
  - 미국의 배우 니키 에이콕스.
- 1977년
  - 이탈리아의 전 축구 선수 루카 토니.
  - 일본의 모델 겸 배우 이토 미사키.
- 1978년 - 대한민국의 종합격투기 선수 정부경.
- 1979년 - 미국의 프로레슬링 선수 애슐리 마사로.
- 1980년 - 대한민국의 배우 손미희.
- 1981년
  - 대한민국의 희극인 김대훈.
  - 한국계 미국인 배우 이필립.
- 1982년
  - 대한민국의 시인 오은.
  - 일본의 성우 마에노 토모아키.
  - 대한민국의 성우 조민수.
- 1983년
  - 대한민국의 축구 선수 배기종.
  - 도미니카공화국의 야구 선수 오넬리 페레스.
  - 네덜란드의 축구 선수 데미 더 제이우.
- 1985년 - 대한민국의 전 배우 정솔희.
- 1986년
  - 일본의 스피드 스케이팅 선수 고다이라 나오.
  - 미국의 배우 애슐리 벨.
- 1987년
  - 독일의 축구 선수 올자이 샤한.
  - 대한민국의 성우 황창영.
- 1988년 - 콜롬비아의 축구 선수 후안 콰드라도.
- 1989년 - 대한민국의 가수 예은 (원더걸스).
- 1990년 - 대한민국의 레이싱 모델 김예하.
- 1991년
  - 대한민국의 전 가수 조아영. (달샤벳)
  - 미국의 영화 배우, 가수, 댄서 줄리아나 로즈 마우리엘로.
- 1993년
  - 대한민국의 미스코리아 김명선.
  - 대한민국의 기상캐스터 이승민.
- 1994년
  - 대한민국의 배우 공명.
  - 대한민국의 펜싱 선수 김준호.
  - 일본의 배우, 가수 ,성우 이소베 카린.
  - 대만의 바둑 기사 헤이자자.
- 1995년
  - 대한민국의 배우 이예림.
  - 대한민국의 야구 선수 백승현.
  - 대한민국의 축구 선수 최원철.
  - 대한민국의 배우 정건주.
- 1997년
  - 대한민국의 골프 선수 박서하.
  - 일본의 축구 선수 다나카 슌타.
- 1998년 - 영국의 가수 샤넌.
- 1999년 - 대한민국의 가수 은채 (다이아).
- 2000년 - 대한민국의 가수 예지 (ITZY).
- 2003년
  - 대한민국의 배우 엄지성.
  - 대한민국의 배우 유승용.
  - 대한민국의 가수 유건.
- 2014년 - 대한민국의 아역배우 안서연.

## 사망
- 946년 - 웨섹스 왕가 잉글랜드의 제9대 왕 에드먼드 1세. (922년~)
- 1693년 - 프랑스의 작가 라파예트 부인. (1634년~)
- 1814년 - 프랑스의 의사 조제프이냐스 기요탱. (1738년~)
- 1855년 - 프랑스의 군인 장 이시도르 아리스프. (1768년~)
- 1919년 - 대한민국의 독립운동가 양한묵. (1862년~)
- 1932년 - 일본제국의 군인 시라카와 요시노리. (1869년~)
- 1976년 - 독일의 철학자 마르틴 하이데. (1889년~)
- 2005년 - 미국의 배우, 영화제작자 에디 알버트. (1906년~)
- 2008년 - 미국의 영화감독, 배우 시드니 폴락. (1934년~)
- 2010년 - 대한민국의 영화 감독 곽지균. (1954년~)
- 2013년 - 대한민국의 예술 경영인 김주호. (1960년~)
- 2017년 - 미국의 정치학자 즈비그뉴 브레진스키. (1928년~)
- 2019년 - 태국의 정치인 쁘렘 띤나술라논. (1920년~)
- 2020년
  - 대한민국의 교육자 유인종. (1932년~)
  - 대한민국의 성우 김영민. (1959년~)
  - 홍콩과 마카오의 기업가 스탠리 호. (1921년~)
  - 미국의 영화배우 리차드 허드. (1932년~)
  - 독일의 영화배우 이름 헤르만. (1942년~)
- 2021년
  - 대한민국의 정치인 강철선. (1934년~)
  - 한국의 독립운동가 김국주. (1924년~)
  - 이탈리아의 축구 선수 타르치시오 부르니치. (1939년~)
- 2022년
  - 대한민국의 영화배우 신일룡. (1948년~)
  - 대한민국의 배우 이얼. (1964년~)
  - 미국의 영화배우 레이 리오타. (1954년~)
  - 이탈리아의 정치인 치리아코 데 미타. (1928년~)
  - 잉글랜드의 음악가 앨런 화이트. (1949년~)
- 2023년 - 대한민국의 시인 김시철. (1930년~)
- 2025년 - 미국의 음악가 릭 데린저. (1947년~)

## 기념일
- 부처님 오신 날 - 2004년, 2042년, 2061년, 2080년
- 사과의 날(National Sorry Day): 호주
- 어머니날: 폴란드
- 독립기념일: 가이아나
- 독립기념일: 조지아
- 황태자 탄생일: 덴마크

## 같이 보기
- 전날: 5월 25일 다음날: 5월 27일 - 전달: 4월 26일 다음달: 6월 26일
- 음력: 5월 26일
- 모두 보기